# Neohodgsonia
Neohodgsonia je monotipski rod jetrenjarnica koji čini samostalnu porodicu i red. Jedini je predstavnik N. mirabilis s Novog Zelanda (Sjeverni i Južni otok) i otoka Tristan da Cunha.